# 武昌船舶重工集团
武昌船舶重工集团有限公司简称武船，是中国船舶重工集团下属造船企业。公司建于1934年，1953年更名为武昌造船厂。2011年成立武昌船舶重工集团有限公司，2013年成立武汉武船投资控股有限公司，纳入中船重工旗下。公司主要生产基地分别位于武汉武昌、青岛海西湾（胶州湾南部）、武汉新洲区双柳街。

## 下属企业
主要下属企业为：
- 武汉武船重型装备工程有限责任公司
- 双柳武船重工有限责任公司
- 武汉武船机电设备有限责任公司
- 青岛武船重工有限公司

## 意外事故
由湖北武昌船舶重工集团建造中的中共解放軍常規動力039型潛艇，遭美國軍事網站《戰區》（The War Zone）2024年7月18日引述新美國安全中心（CNAS）智庫兼職高級研究員、美國海軍退役潛艇軍官湯姆．舒加特（Tom Shugart）的文章披露出現「異常活動」，案由為衛星照片顯示該艦「突然消失」，且造船廠原址突然出現4艘起重駁船，被懷疑是已經發生某種事故。